# قالب ۳۵ میلیمتری
قالب ۳۵ میلیمتری اسم مرسوم‌ای است برای فیلم عکاسی یا گیرنده تصویر با ابعاد ۳۶ در ۲۴ میلیمتر که در عکاسی کاربرد دارد. این ابعاد به عنوان یک قالب استاندارد در بیشتر تجهیزات عکاسی شناخته می‌شود. از جمله دوربین تک‌لنزی بازتابی، دوربین تک‌لنزی غیربازتابی، دوربین بدون آینه و دوربین دیجیتال تک‌لنزی بازتابی.

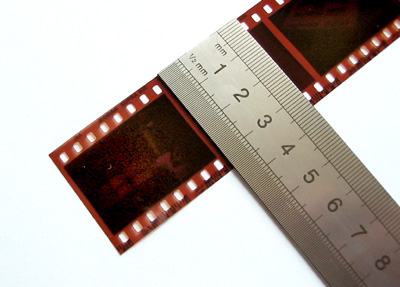
اندازه گیری یک فیلم ۳۵ میلیمتری شرکت کداک

## ابداع
فیلم ۳۵ میلیمتری توسط اسکار بارناک ابداع شد. اسکار بارناک با دو برابر کردن ابعاد فیلم دوربین فیلم‌برداری این قالب را ابداع کرد.